# Faisal Al-Husseini International Stadium
Das Faisal Al-Husseini International Stadium (arabisch ملعب فيصل الحسيني الدولي, DMG Malʿab Faiṣal al-Ḥusainī ad-duwalī) ist ein Fußballstadion in al-Ram im Westjordanland, Palästina. Es ist das Heimspielstätte des Hilal al-Quds Club aus Jerusalem und der palästinensischen Fußballnationalmannschaft. Das 2008 eröffnete Anlage ist nach Faisal al-Husaini, einem 2001 verstorbenen palästinensischen Politiker, benannt. Die Spielstätte bietet 12.500 Sitzplätze.
Das erste internationale Spiel fand am 26. Oktober 2008 zwischen Palästina und Jordanien statt. Es war das erste Heimspiel Palästinas seit über zehn Jahren. Fast genau ein Jahr später spielte die Frauen-Mannschaft Palästinas ebenfalls im Stadion ihr erstes Heimspiel gegen Jordanien.